# Theocracy (együttes)
A Theocracy egy amerikai keresztény progresszív power metal együttes, amelyet 2002-ben Matt Smith alapított a Georgia állambeli Athens városában. Az együttes stabil felállása csak a második albumra alakult ki. Zenei stílusuk a hagyományos power metal jegyeit keveri a modern progresszív metal műfaji elemeivel.

## Történet
A zenekart Matt Smith hívta életre, amikor meg akarta valósítani saját zenei elképzeléseit: a modern zenei köntösbe hagyományos üzeneteket kívánt öltöztetni, közvetlenül Isten parancsait akarta átültetni az életébe és továbbadni azt, felhagyva az önző, individualista élettel és szemléletmóddal.
A 2002-es indulást követően Matt maga írta és játszotta fel az első nagylemez minden egyes hangszer-sávját. A Theocracy címet nyert nagylemez komoly indulást jelentett: rendkívül jó kritikákat kapott szerte a világban. Matt saját bevallása szerint mindig is arról álmodott, hogy a Theocracy "valódi zenekarrá váljon. Egyszerűen csak időbe tellett megtalálni a megfelelő zenésztársakat. Nagy fordulatot jelentett, amikor Shawn (Benson) és Jon (Jonathan Hinds) feltűntek a látótérben, ugyanis új energiákat és újabb szemléletmódokat hoztak a zenekarba."
Az immár trióvá bővült együttes 2008-ban vette fel második nagylemezét, mely messze az Egyesült Államokon túl is ismertté tette hangzásvilágukat. A lemez felvonultatja a zenekar minden stílusjegyét: "A fiúk persze gondosan ügyelnek a keményebb – szinte thrash-be hajló riffeléssel felvezetett – részek, és a tradicionálisabb heavy slágerbombák megfelelő arányára, így válik a produktum a számok hossza ellenére végig érdekfeszítővé – már persze annak, aki szereti ezt a vokállal dúsan megspékelt, kissé heroikus pózba merevedett zenei világot, melyben az európai örökség minden kegyeltje ott figyel, ráadásul úgy, hogy a néha meghökkentőnek tűnő dolgok (...) is az előadottak szerves részeként épülnek be a hagyományok közé." A lemez címadó dala ('Mirror of Souls') egy 23 perces gigantikus power és progresszív opus. A dal önmagában is jól szemlélteti, miről szól a Theocracy világa. "A dal igazán kimagasló számomra – nem csak a hossza miatt, de mivel egy egész történetet mesél el és úgy vélem, hogy a zene tökéletesen illeszkedik a történet lüktetéséhez és hangulatához. Sikerült mindent kiírnom magamból, amit eredetileg a dalba terveztem és ezáltal példaként mutatja be egy számon belül hangzásvilágunk minden egyes aspektusát."
A koncertezés érdekében további tagokkal bővült az együttes, a basszusgitáros pozícióján többször történt váltás, míg Jared Oldham személyében sikerült megtalálni a hosszútávú megoldást. Egészen 2009-ig, Val Allen Wood érkezéséig az énekes, Matt Smith játszotta a szólókat is, ezt követően azonban a színpadon már csak az énekszólamokra kellett koncentrálnia.
Az együttes harmadik nagylemeze, As The World Bleeds címmel 2011 végén látott napvilágot és nemcsak az Egyesült Államokban, de a hazai zenei életben is elismerést aratott. "Keresztény ihletésű, grandiózus vokálokkal megtámogatott, a szokásosnál jóval komplexebbre csavart, EU-komfort power metal lemez, amely az Avantasia klasszikus lemezeivel is felveszi a versenyt. Komplex és érzelmes, néhol progos, de még gyakrabban bombasztikus slágergyűjtemény az ’As The World Bleeds’." Maga Matt Smith elmondása szerint: "Míg az utolsó album címadó dala minden értelemben a korong központi eleme volt, addig ennél a lemeznél valami mást szerettem volna. Az volt a cél, hogy egy “Theocracy best of” típusú albumot írjunk, melynek minden egyes dala valaki kedvencévé válhat."

## Stílus
Az együttes stílusát és ihletőit leginkább úgy írhatjuk le, mint amely keveréke a hagyományos metal (pl. Iron Maiden, Metallica), a power metal (pl. Sonata Arctica, Edguy, Iced Earth, Helloween) és a progresszív metal (pl. Fates Warning, Dream Theater, Symphony X, Rush) műfaji jegyeinek.
A zenekar szövegvilágát a hit, a kereszténység, a vallásos témák hatják át.

## Tagok
Jelenlegi felállás
- Matt Smith – ének
- Jonathan Hinds – gitár
- Jared Oldham – basszusgitár
- Patrick Nickell – dobok

Korábbi tagok
- Patrick Parris – basszusgitár
- Val Allen Wood – Szólógitár
- Josh Sloan – basszusgitár
- Seth Filkins – basszusgitár
- Shawn Benson – dobok

## Diszkográfia

### Stúdióalbumok
- Theocracy (2003)
- Mirror of Souls (2008)
- As the World Bleeds (2011)

### Kislemezek
- Mirror of Souls (2009)
- Wages of Sin (2011)
- 30 Pieces of Silver (2011)

### Karácsonyi különleges kislemezek
Az együttes megalakulásától kezdve minden egyes karácsony kapcsán kiadott egy egyéni hangvételű, saját stílusjegyekbe öltöztetett karácsonyi dalt. A dalok – a honlap különleges felületén – csak az együttes regisztrált rajongói számára elérhetők.
- 2003: "Christmas Medley"
- 2004: "Little Drummer Boy"
- 2005: "Deck the Joy (To the Halls)"
- 2006: "Christmas Medley" (2006 Remix)
- 2007: "O Come, O Come, Emmanuel"
- 2008: "Rudolph vs. Frosty"
- 2009: "Angels from the Realms of Glory"
- 2010: "All I Want for Christmas"
- 2011: "Christmas Medley" (2011 Remix)

A 2011-es dal egy korábbi összeállítás újrakevert változata volt. Matt Smith szerint úgy tűnik, "hogy ez a karácsonyi rock/metal-téma már egy teljesen leszerepelt történet és többek között ez is az egyik oka annak, hogy idén nem adtunk ki ilyen dalt. Elképzelhető, hogy csinálunk még majd néhányat és kiadjuk őket a többivel együtt, de egyelőre nincsenek ilyen terveink (annak ellenére, hogy sokan kérdezik ezt tőlünk)."